# さんま・玉緒・美代子のいきあたりばったり珍道中
『さんま・玉緒・美代子のいきあたりばったり珍道中』（さんま たまお みよこのいきあたりばったりちんどうちゅう）は、フジテレビ系『金曜エンタテイメント（現・金曜プレミアム）』で1998年から2004年（事実上は2005年）に年1回秋に放送されていた旅行バラエティ番組。明石家さんま（さん）・中村玉緒（たま）・浅田美代子（みー）の3人が海外旅行に出かける。通称「さん・たま・みー」。
主題歌は、RCサクセションの「サン・トワ・マミー」（越路吹雪が歌唱したシャンソンの曲のカバー）。
2005年度はこの金曜エンタテイメント枠の『いきあたりばったり珍道中』ではなく、『さんま・玉緒・美代子の知ってた?!こんなメキシコの旅』と題し、別時間帯（火曜22:00～23:24）での放送となった。旅の場所はタイトルどおり、「メキシコ」。メキシコ人ハーフの政井マヤ（当時フジテレビアナウンサー）も登場した。
2006年度はなかったため、2005年のメキシコをもって、事実上終了したことになる。

## 番組の形式
毎回の番組の進行形式は固定化している。
- 「どこに行きたいか？」を玉緒・美代子にたずねて行き先決定
- 1日行動を行う→宿泊先で反省会（感想、ではない）兼翌日行動予定の確認
- さんま監督、中村玉緒主演で映画コントを撮影
- 最終日にまとめて感想会を景色の良いところで行う

## 放送日時
| 回数 | 旅先                     | 放送日         | 放送時間     | 放送枠               |
| ---- | ------------------------ | -------------- | ------------ | -------------------- |
| 1    | 香港                     | 1998年9月10日  | 19:00〜20:54 | 強力!木スペ120分     |
| 2    | ニューヨーク             | 1999年7月16日  | 21:00〜22:52 | 金曜エンタテイメント |
| 3    | パリ                     | 2000年9月1日   | 21:00〜22:52 | 金曜エンタテイメント |
| 4    | ロサンゼルス・ラスベガス | 2001年7月27日  | 21:00〜22:52 | 金曜エンタテイメント |
| 5    | イタリア                 | 2002年8月16日  | 21:00〜22:52 | 金曜エンタテイメント |
| 6    | ハワイ                   | 2003年10月31日 | 21:00〜22:52 | 金曜エンタテイメント |
| 7    | ドイツ                   | 2004年9月17日  | 21:00〜22:52 | 金曜エンタテイメント |
| 8    | メキシコ                 | 2005年9月20日  | 22:00〜23:24 | 単発特番枠           |

## 旅の場所

### 1998年度 香港
- この回のみ『金曜エンタ』枠ではなく、『強力!木スペ120分』枠で放送。
- 映画コント（慕情）

### 1999年度 ニューヨーク
- 空港から2階建てバスでマンハッタンへ
- 有名人のやっている店（玉緒の目的） ～マイケル・ジョーダン編～

グランド・セントラル駅の中2階にあるマイケル・ジョーダンズで食事。
- ブロードウェイでショーを見る(玉緒の目的)

ダリル・ロース・シアターでデ・ラ・グァルダのショーを鑑賞。
- ナイアガラ観光(玉緒の目的)

展望台（スカイロンタワー）からと船（霧の乙女号）上から滝を観光。
- 犬の散歩(美代子の思いつき)

セントラル・パークにて。
- 「自由の女神」観光(玉緒の目的)

玉緒と美代子がヘリコプターで上空からマンハッタン、自由の女神を観光。
- 映画コント(ティファニーで朝食を)
- 有名人のやっている店2 ～ミッキー・マントル編～

ニューヨーク・メッツの吉井投手と会う(さんまの目的)。
- お買物

さんまはナイキタウンへ。美代子はハリー・ウィンストン、ジミーチュウへ。玉緒は長女の真粧美とハンティングワールド、ヘレン・アーペルズ、ブルガリへ。

### 2000年度 フランス
- 2階建てバスでリヴォリ通りを経てシャンゼリゼ通りへ。
- フランスパン作りに挑戦!!（玉緒の目的）

ポワラーヌでパンを作る。
- 似顔絵を描いてもらう

モンマルトルの丘にて。なお、この時描かれた美代子の似顔絵が、この年のクリスマス放送の『明石家サンタ』に出品された。
- カリスマ美容師にカットしてもらう（視聴者のリクエスト）

アレクサンドル・ド・パリにて。
- フランス料理を食べる

プレ・カトランにて食事。
- TGVに乗る（視聴者のリクエスト）

リヨン駅からボーヌヘ。
- ワイン博物館見学
- ワイナリーで試飲

ドメーヌ・ルソー（ジブレ・シャンベルタン村）にて。
- ナイトショーを見る

ムーラン・ルージュでナイトショーを鑑賞。
- 岸惠子さんに会う（玉緒の目的）

サン・ジェルヴェ・サン・プロテ教会にて待ち合わせし、セーヌ川沿いを歩き、勇寿司で食事。
- お買い物に行く

さんま、松浦茂長（FCIパリ支社長）はアーニースへ。玉緒、美代子、奥村一人（奥村眞粧美）はルイ・ヴィトンへ。その後、玉緒、眞粧美はステファン・ケリアン、ショーメへ。美代子はジバンシー、ジャスミンへ。
- 映画コント(恋に生きた女ピアフ)

### 2001年度 ロス&ベガス（ロサンゼルス・ラスベガス）
- 2階建てバスでサンタモニカへ。バスの横には前年描いてもらった美代子の似顔絵が大きく掲げられる。
- レストランで食事をする

シャッチー・オン・メイン（A・シュワルツェネガーがオーナー）にて。
- スターの豪邸拝見

ビバリーヒルズを2階建てバスで巡る。ジョージ・ハリスン個人の美術館、クラーク・ゲーブル、グレゴリー・ペック、ブラッド・ピット、シャキール・オニール邸前を走るが、垂れ下がる街路樹の枝が落ちてきて大騒ぎ。
- アラン・ワイズマン・スタジオでギネスブックに載せるための写真を撮影。

さんまはダメダメボーイの格好の写真を撮る。
- 自転車に挑戦（視聴者からのリクエスト）

オーシャンパークにて。
- タトゥーを入れる

ベニスビーチにて。さんま、玉緒は左腕に「賃貸」、美代子は右腕に家のマークを入れてもらう。
- ベニスビーチでサイクリングをする
- 映画コント（プリティ・ウーマン）（視聴者からのリクエスト）

ラス・パルマス・ホテルにて。
- ギネス博物館用写真完成

ギネス・ワールド・レコーズミュージアムへ写真を持参。さんまは「日本で最も露出の多いテレビスター」として新記録を達成し、トロフィーを贈呈される。
- ロデオ・ドライブでお買い物（美代子のリクエスト）

さんまはナイキタウン・ロサンゼルス、ステープルズ・センターへ。玉緒はシャルル・ジョルダン、ブルガリ、フレットへ。美代子はマックスフィールド、フィフィ&ロメオへ。
- ラスベガスまでドライブ（さんまのリクエスト）

さんまが国際免許が取れなくて美代子が運転をすることに。車内では3人が持ち寄った曲を聞きながらドライブ（さんまのりクエスト）。バグダッド・カフェに立ち寄る。
- 真粧美のVIVA LAS VEGAS

奥村真粧美がラスベガスのさまざまアトラクションを体験。
- 反省会の後カジノへ行くため10分後集合のはずが、3人とも現れず。
- グランドキャニオンへ行く（視聴者からのリクエスト）

バスでグランドキャニオンへ向かう。その後、玉緒、美代子はヘリで渓谷へ向かい、コロラド川を下る。

### 2002年度 イタリア
- 先乗りした美代子が到着後のさんまの第一声を「おたく誰ですのン？」と予想。さんまは美代子の似顔絵が描かれたTシャツを着て登場。正解は「作ってん！」。
- 馬車でローマの街の中へ
- 明石家さんまの思い出の新婚旅行巡り（さんまへのリクエスト）

サンタ・マリア・イン・コスメディン教会、トレヴィの泉、コロッセオ、カラカラ浴場、バチカン市国、バブイーノ通り沿いのエンポリオ・アルマーニ前、カフェ・グレコを新婚旅行のけんかのエピソードを交えながら巡る。
- 映画コント（ローマの休日）（視聴者からのリクエスト）
- イタリアの大家族訪問

家族で日本に居たことがある10人家族のコメットファミリーを訪れる。玉緒、美代子は家庭料理に挑戦する。
- 恒例！お買い物（玉緒のリクエスト）

さんまはラッツィオ・ポイント、ASローマ・ストアへ。玉緒はダリオ・モデナ、アルテ、エトロへ。美代子はジェンテ、ブルガリ、エレオノーラへ。
- 本場のピザを食べる（玉緒のリクエスト）

アル・フォルノ・デッラ・ソッフィッタにて。
- 縦列駐車対決（美代子のリクエスト）

美代子が用意されたマニュアル車を運転できずに企画中止。
- ヴェネツィアングラスを作る（玉緒のリクエスト）

ムラーノ島のシモーネ・ツェネデーゼにて。
- ゴンドラに乗る

ヴェネツィア名物ゴンドラに乗り、水路を巡る。

### 2003年度 ハワイ
- カメハメハ大王像前で「今夜お前をカメハメハ」（さんまのリクエスト）。
- ロイヤルハワイアンの前で記念撮影（玉緒のリクエスト）

6年前に玉緒1人で撮った同じ場所で、3人そろって写真を撮る。
- サンセットクルーズでバーベキュー（美代子のリクエスト）
- シーウォーカーで水中散歩

ヘイア・ケア港から出港。これまで何度もダイビングを体験したが向いていないと言われた閉所恐怖症の美代子は、今回のダイビングも水に入ろうとするとパニックに。さんま、玉緒2人で水中散歩を楽しむ。
- 恒例！映画コント（ブルークラッシュ）
- 馬でトレッキングに挑戦

ワイピオ・リッジ・ステーブルズにて。馬に乗って30分でワイピオ渓谷に到着。
- 本場のコナコーヒーを飲む（さんまのリクエスト）

ドトール・マウカメドウズ・コーヒー農園にて。近所に住む焙煎の達人のところへ行き、コーヒーを飲む。
- 溶岩ツアーへ

ツアーの案内役として元ゴールデンハーフのルナさん登場（さんまのリクエスト）。ハワイヴォルケーノ国立公園にて。溶岩の上をひたすら徒歩移動で玉緒は途中リタイヤ。
- 恒例！お買物

さんまはベイリーズ・アンティーク&アロハシャツ、ギャラリアへ。玉緒はアラモアナショッピングセンター（クリスチャンディオール）、エルメスへ。美代子はワードウェアハウス、インフォメーションへ。

### 2004年度 ドイツ
- ミュンヘン空港で待つ玉緒と美代子のところへ、さんまがオリンピック特番のためアテネから合流。前年、ハワイでパニックになる美代子の写真をプリントしたTシャツを着て登場。
- ビールとソーセージを味わう

レーヴェンプロイケラーにて。伝統芸能バンドと一緒にビアホールで盛り上がる。
- アディダスにオリジナルシューズをとりに行く（さんまのリクエスト）

アディダスオリジナルショップミュンヘンにて。
- ドッグスクールで犬と遊ぶ（さんまのリクエスト）

メンシュ・ミット・フント・シューレにて。
- 本場のバームクーヘン作りに挑戦

クロイツカム社にて。夜の反省会で完成したバームクーヘンを試食。
- 古城ホテルに宿泊

クロンベルク古城ホテルにて。
- オーケストラでクラシックを聴く

さんまはヨン様の格好（玉緒のリクエスト）で登場。
- 宝石を研磨しジュエリー作り

宝石の町イーダのドイツ宝石博物館にて。
- 映画コント（リリー・マルレーン）（玉緒のリクエスト）

ハイデルベルク城公園にて。
- 新作ドイツ車試乗会（美代子のリクエスト）

シュトゥットガルトにてメルセデスベンツのF-Cell（水素カー）、新型Aクラス、マイバッハを試乗する。
- 恒例！お買い物

さんま改造計画でさんまはスタイリストと共にスタチオーネへ。玉緒、美代子はマイセン、エクスポーズ・デラックス、アイグナーへ。

### 2005年度 メキシコ（「さんま・玉緒・美代子の知ってた?!こんなメキシコの旅」）
玉緒、美代子に知っているようで知らないメキシコの勉強をしてもらう旅。
- 世界遺産の駐車場でショーをやってるって知ってた?!

ティオティワカンの遺跡のはずれにある駐車場でやっているボラドーレスのこと。
- 世界遺産の近くに○○好きのロバがいるって知ってた?!

ロバがペットボトル入りのコーラをイッキ飲みする。
- メキシコには魔術や占いの市場があるって知ってた?!

メキシコシティにあるソノラ市場のこと。
- メキシコでは午後5時頃まで昼食だって知ってた?!

ビジャ・マリアにて食事。
- チワワ犬の発祥地はメキシコって知ってた?!
- 政井マヤはメキシコ人ハーフって知ってた?!

チワワ市で政井マヤと共に政井のおばあちゃんを訪ねる。
- メキシコ人はホームパーティが大好きって知ってた?!

政井アナのおばあちゃんの家の庭で大集合した親戚とパーティ。
- メキシコ流「愛の告白」はマリアッチって知ってた?!
- メキシコに日本人ヒーローがいるって知ってた?!

ナウカルパンにあるジム闘龍門の校長ウルティモ・ドラゴンのこと。アレナ・コリセオでプロレス観戦をする。
- ジェットスキーで行く絶景レストランがあるって知ってた?!

宿泊地カンクンへ移動し、アクアワールドにて。ジェットスキーに乗りリオ・ニズックへ。

## スタッフ
- ナレーター：平野義和（予告のナレーターは02年度は「ぐっさん」こと山口智充）
- 構成：大岩賞介
- カメラ：高田治
- 音声：森田篤
- タイトル：山形憲一
- 編集：今井克彦、瓜田利昭（D-Craft）
- MA：IMAGICA
- 選曲効果：玉井実（3×7）
- ディレクター：三宅恵介、豊島浩行・藤井貴代美・渡辺琢 他
- プロデューサー：加茂裕治
- 技術協力：ニユーテレス、FLT
- 制作著作：フジテレビ

| フジテレビ系列 強力!木スペ120分                                                      | フジテレビ系列 強力!木スペ120分                                            | フジテレビ系列 強力!木スペ120分                                                   |
| 前番組                                                                               | 番組名                                                                     | 次番組                                                                            |
| ------------------------------------------------------------------------------------ | -------------------------------------------------------------------------- | --------------------------------------------------------------------------------- |
| サッチーが決める! 芸能界超ラブラブ夫婦大賞 （1998.9.3）                              | さんま・玉緒・美代子のいきあたりばったり珍道中 ㏌ 香港 （1998.9.10）       | 志村けんのバカ殿様 メイクミラクル （1998.9.17）                                   |
| フジテレビ系列 金曜エンタテイメント                                                  |                                                                            |                                                                                   |
| ツインズな探偵 （1999.7.9）                                                          | さんま・玉緒・美代子のいきあたりばったり珍道中 ㏌ NY （1999.7.16）         | 京都祇園入り婿刑事事件簿5 （1999.7.23）                                           |
| ほんとにあった怖い話２ （2000.8.25）                                                 | さんま・玉緒・美代子のいきあたりばったり珍道中 ㏌ パリ （2000.9.1）        | 夏樹静子ミステリー アリバイの彼方に （2000.9.8）                                  |
| 夏休み感動特特別企画 砂の中のダイアモンド ～障害とともに生きる小さな命 （2001.7.20） | さんま・玉緒・美代子のいきあたりばったり珍道中 ㏌ ロスベガス （2001.7.27） | オールスター殺人事件① 芸能リポーター服部ヨネ子は見た！～西村知美編～ （2001.8.3） |
| 天使の歌声～小児病棟の奇跡～ （2002.8.9）                                            | さんま・玉緒・美代子のいきあたりばったり珍道中 ㏌ イタリア （2002.8.16）   | 北の国から 記憶 1980～1987 総集編 （2002.8.23）                                   |
| 特別企画ドラマ フジ子・ヘミングの軌跡 （2003.10.24）                                 | さんま・玉緒・美代子のいきあたりばったり珍道中 ㏌ ハワイ （2003.10.31）    | ぶどうの木～ 里親と子供たちの愛の物語～ （2003.11.7）                             |
| 所轄刑事～必死の捜査報告～ （2004.9.10）                                             | さんま・玉緒・美代子のいきあたりばったり珍道中 ㏌ ドイツ （2004.9.17）     | 封印された"拉致"海に消えた真実 ～母・寺越友枝 愛の戦い41年～ （2004.9.24）        |